# Krasny Chleborob
Krasny Chleborob (russisch Красный Хлебороб) ist ein Dorf (chutor) in Südrussland. Es gehört zur Republik Adygeja und hat 51 Einwohner (Stand 2019). Im Ort gibt es 2 Straßen.

## Geographie
Das Dorf im Norden des Giaginski rajon, 10 km südöstlich des Dorfes Nowy, 12 km östlich des Dorfes Giaginskaja und 42 km nordöstlich der Stadt Maikop. Progress, Obraszowoje, Wolno-Wessjoly, Dondukowskaja und Sadowy sind die nächsten Siedlungen.